# Championnat de Suisse de football 1960-1961
Le championnat de Suisse de football de Ligue nationale A 1960-1961 voit la consécration du Servette FC. Le nouveau champion met un terme au règne des Young Boys en établissant un nouveau record avec 46 points en 26 matches. Il est entraîné par l’ex-Stéphanois Jean Snella dont les conceptions offensives triomphent. Le 5 mars 1961, l’un des joueurs emblématiques du club genevois, Jacky Fatton, fêtait son 300e match en Ligue nationale A. Le meilleur buteur du championnat est Giulio Robbiani (Grasshopper-Club Zurich), avec 27 réussites.

## Format
Le championnat se compose de 14 équipes. Les deux derniers sont relégués en Ligue nationale B.

## Classement final
| Place | Club                 | Pts | J  | V  | N | D  | Buts + | Buts - | Diff. |
| 1er   | Servette FC          | 46  | 26 | 23 | 0 | 3  | 77     | 29     | +48   |
| 2e    | BSC Young Boys       | 36  | 26 | 15 | 6 | 5  | 70     | 37     | +33   |
| 3e    | FC Zurich            | 35  | 26 | 15 | 5 | 6  | 74     | 43     | +31   |
| 4e    | FC Granges           | 30  | 26 | 12 | 6 | 8  | 68     | 49     | +19   |
| 5e    | FC Bâle              | 28  | 26 | 13 | 2 | 11 | 42     | 36     | +6    |
| 6e    | Grasshopper Zürich   | 26  | 26 | 10 | 6 | 10 | 60     | 53     | +7    |
| 7e    | FC La Chaux-de-Fonds | 26  | 26 | 11 | 4 | 11 | 65     | 64     | +1    |
| 8e    | FC Lucerne           | 24  | 26 | 9  | 6 | 11 | 37     | 45     | -8    |
| 9e    | Lausanne-Sports      | 23  | 26 | 9  | 5 | 12 | 57     | 58     | -1    |
| 10e   | FC Bienne            | 23  | 26 | 8  | 7 | 11 | 43     | 47     | -4    |
| 11e   | Young Fellows Zurich | 22  | 26 | 8  | 6 | 12 | 48     | 63     | -15   |
| 12e   | FC Fribourg          | 20  | 26 | 7  | 6 | 13 | 30     | 55     | -25   |
| 13e   | FC Winterthur        | 17  | 26 | 8  | 1 | 17 | 33     | 66     | -33   |
| 14e   | FC Chiasso           | 8   | 26 | 2  | 4 | 20 | 22     | 81     | -59   |

### Qualifications européennes
- Servette FC : tour préliminaire de la Coupe des clubs champions européens
- Lausanne-Sports : deuxième tour de la Coupe des villes de foires
- FC Bâle : premier tour de la Coupe des villes de foires
- FC Zurich : premier tour de la Coupe Intertoto
- FC Granges : premier tour de la Coupe Intertoto
- FC Bâle : premier tour de la Coupe Intertoto
- FC La Chaux-de-Fonds : premier tour de la Coupe Intertoto

- FC La Chaux-de-Fonds : tour préliminaire de la Coupe d'Europe des vainqueurs de coupes

### Relégations
- FC Winterthur et FC Chiasso sont relégués en Ligue nationale B
- FC Lugano et FC Schaffhouse sont promus en Ligue nationale A

## Résultats complets
RSSSF